# Effetto pelle

Effetto pelle

L'effetto pelle (in inglese skin effect) è la tendenza di una corrente elettrica alternata a distribuirsi in modo non uniforme nel volume di un conduttore: la sua densità è maggiore sulla superficie e inferiore all'interno. Questo comporta un aumento della resistenza elettrica all'interno del volume del conduttore, particolarmente alle alte frequenze, e quindi una riduzione della conducibilità. Questo comporta una maggiore dissipazione di potenza, a parità di corrente applicata, o il passaggio di una minore corrente a parità di tensione applicata (legge di Ohm).
Il fenomeno venne spiegato, per la prima volta, da Lord Kelvin nel 1887; inoltre anche Nikola Tesla studiò il problema.
Viene chiamato "effetto pelle" perché, come la pelle protegge i tessuti sottostanti a essa, così il campo decade molto velocemente nello strato esterno del conduttore come se fosse presente uno strato di pelle, evitando che il campo interagisca con ciò che è interno al conduttore. L'analogia permette di comprendere il motivo per cui viene utilizzato per creare schermi elettromagnetici.

## Definizione
Da un punto di vista teorico la densità di corrente J (la corrente che attraversa l'unità di superficie) in un conduttore decresce esponenzialmente man mano che dalla superficie esterna si penetra nel suo interno. Questo vale per conduttori a sezione circolare o di altra forma.
Alla profondità d la densità di corrente J è approssimativamente:
{\displaystyle J\,=\,J_{0}\,e^{-{d/\delta }}}
dove:
{\displaystyle J_{0}\ }è la densità della corrente sulla superficie del conduttore e
{\displaystyle \delta \ } è una costante che indica la "profondità di penetrazione" (o "profondità di pelle") della corrente (lo spessore, a partire dalla superficie, in cui scorre la maggior parte della corrente).
Alla profondità {\displaystyle \delta \ } la densità della corrente vale 1/e volte quella presente sulla superficie esterna, ovvero circa il 37%.

Per calcolarne il valore, si usa la relazione:
{\displaystyle \delta ={\sqrt {{2\rho } \over {\omega \mu }}}}
dove
{\displaystyle \rho \ } è la resistività (o anche resistenza specifica) del conduttore;
{\displaystyle \omega \ =2\pi \nu } è la frequenza angolare (o pulsazione) della corrente (con {\displaystyle \nu } frequenza);
{\displaystyle \mu } è la permeabilità magnetica assoluta del materiale conduttore (che, per i conduttori comuni, è uguale a quella del vuoto: {\displaystyle \mu _{o}\ }).
La resistenza di una lastra piana (di spessore maggiore di {\displaystyle \delta \ }) al passaggio di una corrente alternata è uguale alla resistenza di una lastra di spessore {\displaystyle \delta \ } in cui scorre una corrente continua.
Se il conduttore è un filo a sezione circolare la sua resistenza in alternata è circa la stessa che presenta un filo cavo di spessore {\displaystyle \delta \ } e con lo stesso diametro del filo pieno.

La formula approssimata di calcolo in questo caso è:
{\displaystyle R={{\rho  \over \delta }\left({L \over {\pi (D-\delta )}}\right)}\approx {{\rho  \over \delta }\left({L \over {\pi D}}\right)}}
dove:
{\displaystyle L\ } = lunghezza del conduttore cavo
{\displaystyle D\ } = diametro esterno del conduttore cavo
{\displaystyle \delta \ } = spessore della corona circolare
L'ultima approssimazione è più accurata se {\displaystyle D\gg \delta \ }.

Sostituendo il valore di {\displaystyle \delta \ } nel valore approssimato ricavato per {\displaystyle R\,\!} otteniamo:

{\displaystyle R\approx {\rho \left({L \over {\pi D}}\right){\sqrt {{\omega \mu } \over {2\rho }}}}={\left({L \over {\pi D}}\right){\sqrt {{\omega \mu \rho } \over {2}}}}}; quindi: {\displaystyle R\propto {\sqrt {\omega }}}
Si può quindi affermare che: "per un filo circolare la resistenza aumenta in modo proporzionale alla radice quadrata della frequenza".

## Derivazione
Immaginiamo di avere una lastra di metallo conduttore nel piano xz che va {\displaystyle y=0} in su (vedi figura per gli assi), di resistività {\displaystyle \rho }, percorsa da una densità di corrente alternata:
{\displaystyle J_{x}(y,t)=J_{o}(y)e^{i\omega t}}
Per la  legge di Ohm in forma microscopica, vi è un campo elettrico alternato nella stessa direzioni:
{\displaystyle E_{x}(y,t)=\rho J_{o}(y)e^{i\omega t}=E_{o}(y)e^{i\omega t}}
Si suppongano nulle le componenti del campo elettrico lungo gli altri assi cioè:
{\displaystyle E_{y}\equiv E_{z}\equiv J_{y}\equiv J_{z}\equiv 0}
Ma anche valgono le equazioni di Maxwell, in assenza di cariche libere, la legge di Gauss:
{\displaystyle \mathbf {\nabla } \cdot \mathbf {E} =0}
La legge di Faraday:
{\displaystyle \mathbf {\nabla } \times \mathbf {E} =-{\frac {\partial \mathbf {B} }{\partial t}}}
La legge di Ampère-Maxwell:
{\displaystyle \mathbf {\nabla } \times \mathbf {B} =\mu _{o}\mathbf {J} +\varepsilon _{o}\mu _{o}{\frac {\partial \mathbf {E} }{\partial t}}\approx {\frac {\mu _{o}}{\rho }}\mathbf {E} }
Nell'ultima equazione nel caso dei conduttori è semplice mostrare che  {\displaystyle \varepsilon _{o}\omega \rho \ll 1} per i valori ragionevoli di {\displaystyle \omega }, quindi si è approssimata l'espressione trascurando la corrente di spostamento
( {\displaystyle \varepsilon _{o}\mu _{o}{\frac {\partial \mathbf {E} }{\partial t}}}).
Facendo il rotore della legge di Faraday:
{\displaystyle \mathbf {\nabla } \times \mathbf {\nabla } \times \mathbf {E} =-\mathbf {\nabla } \times {\frac {\partial \mathbf {B} }{\partial t}}}
Facendo la derivata temporale della legge di Ampère-Maxwell utilizzando la legge di Ohm:
{\displaystyle {\frac {\partial }{\partial t}}\mathbf {\nabla } \times \mathbf {B} ={\frac {\mu _{o}}{\rho }}{\frac {\partial \mathbf {E} }{\partial t}}}
Combinando le ultime due equazioni:
{\displaystyle \mathbf {\nabla } \times \mathbf {\nabla } \times \mathbf {E} =-{\frac {\mu _{o}}{\rho }}{\frac {\partial \mathbf {E} }{\partial t}}}
Essendo per il teorema di Gauss {\displaystyle \mathbf {\nabla } \cdot \mathbf {E} =0} posso riscrivere l'ultima espressione come:
{\displaystyle \mathbf {\nabla } ^{2}\mathbf {E} ={\frac {\mu _{o}}{\rho }}{\frac {\partial \mathbf {E} }{\partial t}}}
L'unica componente di {\displaystyle \mathbf {E} } è lungo l'asse x per ipotesi iniziale, quindi:
{\displaystyle {\frac {\partial ^{2}E_{o}(y)}{\partial y^{2}}}=i{\frac {\mu _{o}\omega }{\rho }}E_{o}(y)}
Ponendo {\displaystyle E_{o}(y)=E_{o}e^{-\alpha y}} segue che:
{\displaystyle \alpha ^{2}=i{\frac {\mu _{o}\omega }{\rho }}}
ma essendo (come si può facilmente verificare):
{\displaystyle i={\frac {(i+1)^{2}}{2}}}
l'espressione diviene:
{\displaystyle \alpha ^{2}={\frac {(i+1)^{2}}{2}}{\frac {\mu _{o}\omega }{\rho }}}
{\displaystyle \alpha ={\sqrt {\frac {\mu _{o}\omega }{2\rho }}}(1+i)}
Se definisco:
{\displaystyle \delta ={\sqrt {\frac {2\rho }{\mu _{o}\omega }}}}
L'espressione di {\displaystyle E_{x}(y,t)} è:
{\displaystyle E_{x}(y,t)=E_{o}e^{-y/\delta }e^{i(\omega t-y/\delta )}}
Di conseguenza dalla legge di Ohm la densità di corrente è pari a:
{\displaystyle J_{x}(y,t)=J_{o}e^{-y/\delta }e^{i(\omega t-y/\delta )}}

## Schermi
In una lastra di materiale conduttivo, usata per creare schermi elettromagnetici, la profondità di penetrazione {\displaystyle \delta \ } si calcola:
{\displaystyle \delta ={1 \over {\sqrt {\pi \nu \sigma \mu }}}}
dove:
ν = frequenza dell'onda incidente sulla lastra, in hertz;
σ = conducibilità del materiale che forma la lastra, in siemens al metro;
μ = permeabilità magnetica assoluta del materiale conduttore

## Attenuazione dell'effetto pelle
Esistono diversi modi per ridurre il problema o per minimizzarne gli inconvenienti:
- filo litz (dal tedesco Litzendraht, filo intrecciato) è usato per ridurre l'effetto pelle per frequenze da pochi kHz a circa 1 MHz. È costituito da numerosi fili isolati tra loro mediante smaltatura ed è rivestito da cotone. Si utilizzava soprattutto per realizzare antenne, avvolgendo il filo secondo un particolare tipo di geometria chiamata a nido d'ape, in modo che il campo magnetico abbia lo stesso effetto su tutti i singoli fili della matassa. Il cavo litz è spesso usato nei trasformatori ad alta frequenza per aumentare la loro efficienza, riducendo effetto pelle ed effetto di prossimità, così come nei trasformatori di potenza.
- Rivestimento d'argento: i fili sono ricoperti da un sottile strato di argento. Questo metallo ha, infatti, una resistività minore di quella del rame. Alle alte frequenze (VHF e microonde), lo strato applicato è sufficiente a contenere lo spessore δ dell'effetto pelle.
- Conduttori bimetallici. Il conduttore è costituito da due metalli: quello più pregiato, che offre meno resistenza (ad. es. l'alluminio) costituisce la "pelle" esterna mentre il nucleo interno è costituito da materia prima meno pregiata, la cui minor conduttività, tuttavia, non influisce sostanzialmente sulle prestazioni, perché non interessata da conduzione di correnti alternate (il nucleo interno deve essere realizzato in modo che sia ben al di sotto dello spessore δ, in una zona sostanzialmente esclusa dalla conduzione di correnti alternate).
- Conduttori cavi. Sono analoghi ai precedenti, ma sono privi della parte interna, ed esibiscono, quindi, una struttura tubolare. Non offrono vantaggi in termini di resistenza elettrica, che rimane sostanzialmente la stessa di un conduttore pieno. Il vantaggio è dovuto al minor impiego di materia prima e alla maggior leggerezza.

## Esempi

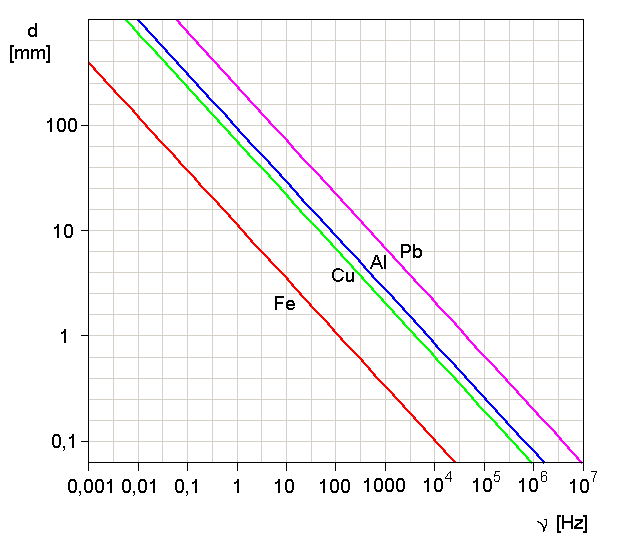
Effetto pelle di diversi metalli e a diverse frequenze

La tabella che segue mostra lo spessore dell'effetto pelle in un cavo di rame a varie frequenze.
| frequenza | δ       |
| --------- | ------- |
| 60 Hz     | 8,57 mm |
| 10 kHz    | 0,66 mm |
| 10 MHz    | 21 µm   |

## Importanza
Per cavi di rame alla frequenza di rete (50 Hz) il valore δ è superiore ad 8 mm. Di conseguenza per applicazioni civili a bassa e media potenza l'effetto pelle è poco significativo in quanto i cavi di rame hanno sezioni molto inferiori a δ. Invece l'effetto pelle ha conseguenze pratiche nel progetto di:
- linee elettriche di trasmissione dell'energia elettrica
- nei circuiti a frequenze radio
- nel campo delle microonde
- trasporto dei segnali audio